# Anusorn Srichaloung
Anusorn Srichaloung (Thai: อนุสรณ์ ศรีชาหลวง, * 8. Oktober 1989 in Surin) ist ein thailändischer Fußballspieler.

## Karriere

### Verein
Seine Karriere begann Anusorn Srichaloung in der Jugendmannschaft der FC Bangkok Bank. Dort wurde er 2007 in die erste Mannschaft berufen, die jedoch am Ende der Saison abstieg und der Verein aufgelöst wurde. 2009 wechselte Anusorn zum thailändischen Erstligisten Muangthong United. Es folgten zahlreiche weitere Vereinswechsel in Thailand, bevor er im Juni 2022 einen Vertrag beim thailändischen Drittligisten Pluakdaeng United FC unterschrieb. Dort spielt er in der Eastern Region der dritten thailändischen Liga.

### Nationalmannschaft
2008 nahm Anusorn mit der U19-Nationalmannschaft an der Endrunde zu der U-19-Fußball-Asienmeisterschaft teil. Im Verlaufe des Turniers erzielte er dabei zwei Tore.

## Erfolge

### Nationalmannschaft
- Teilnahme an der U-19-Fußball-Asienmeisterschaft 2008

## Erläuterungen/Einzelnachweise
1. ↑  rsssf.org: Statistische Details des Turniers

| Personendaten    | Personendaten                 |
| ---------------- | ----------------------------- |
| NAME             | Anusorn Srichaloung           |
| ALTERNATIVNAMEN  | อนุสรณ์ ศรีชาหลวง (thailändisch) |
| KURZBESCHREIBUNG | thailändischer Fußballspieler |
| GEBURTSDATUM     | 8. Oktober 1989               |
| GEBURTSORT       | Bangkok, Thailand             |